# Rzeki w Bułgarii

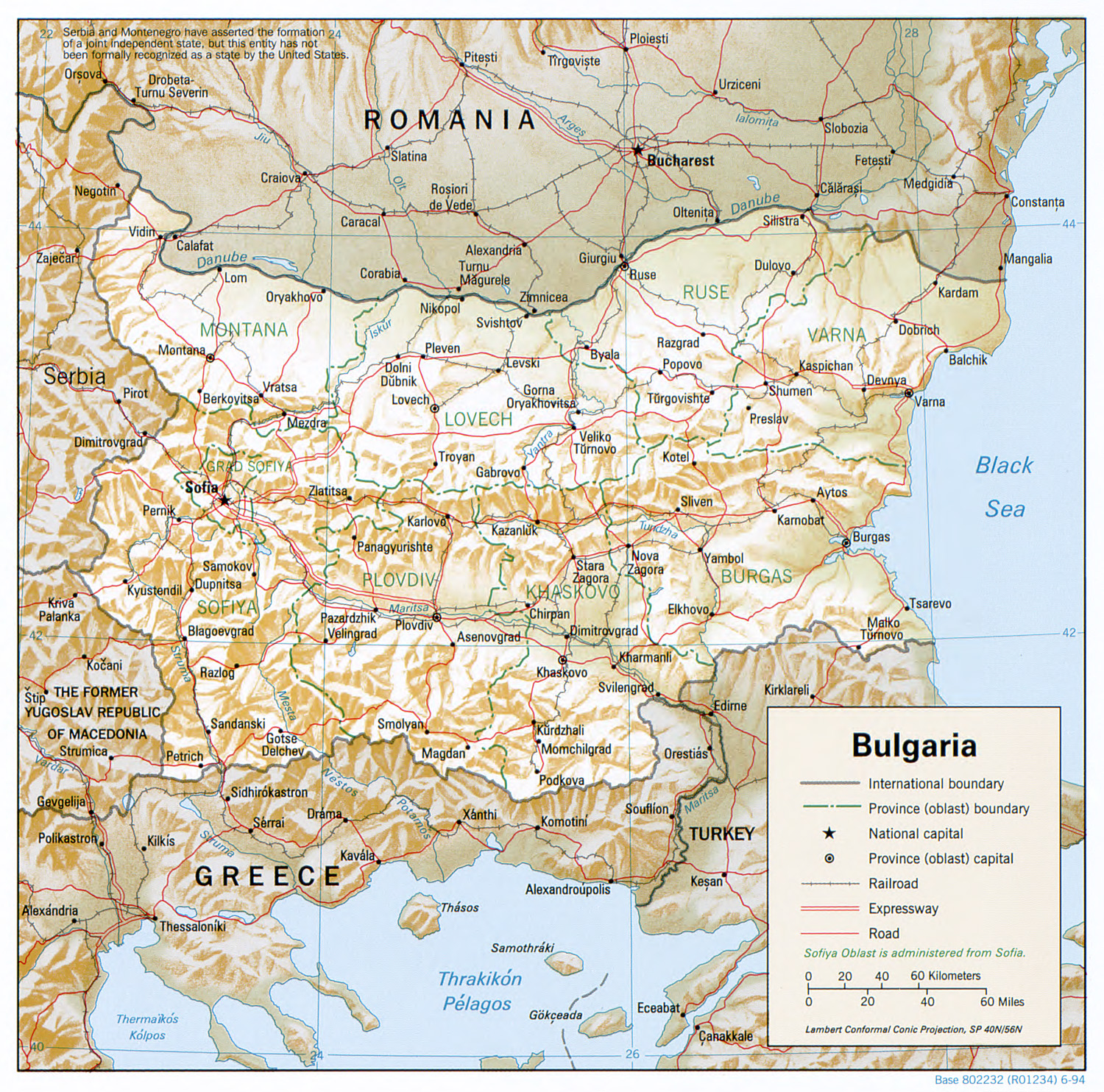
Mapa Bułgarii

43% powierzchni Bułgarii należy do zlewiska Morza Egejskiego, a 57% – do zlewiska Morza Czarnego (w tym 43% przypada na zlewnię Dunaju). Dział wodny między tymi zlewiskami przebiega w zasadzie grzbietem łańcucha górskiego Stara Płanina, dzielącego Bułgarię na część północną i południową. Do zlewiska Morza Czarnego należą tereny na północ od tych gór, czyli cała Nizina Naddunajska, a na południe od nich – zlewnia górnego Iskyru (Iskyr jako jedyna rzeka przełamuje się przez Starą Płaninę) między Starą Płaniną a górami Riła oraz pobrzeże Morza Czarnego (wschodnia część Niziny Górnotrackiej między górami Strandża, wzgórzami Bakadżici, Chisar i wschodnim skrajem Starej Płaniny). Południowa i południowo-zachodnia część terytorium Bułgarii należy natomiast do zlewiska Morza Egejskiego.
Wśród rzek Bułgarii szczególne miejsce zajmuje Dunaj, który na odcinku 471,6 km tworzy granicę bułgarsko-rumuńską – najdłuższy odcinek północnej granicy Bułgarii. Szerokość Dunaju na tym odcinku wynosi od 1,6 do 2,4 km. Dunaj jest jedyną żeglowną rzeką Bułgarii. Bułgarskie porty i przystanie nad Dunajem znajdują się w miejscowościach Widyń, Simeonowo, Arczar, Łom, Kozłoduj, Orjachowo, Ostrów, Bajkał, Somowit, Nikopol, Swisztow, Ruse, Rjachowo, Tutrakan i Silistra. Dunaj zamarza przeciętnie na 40 dni w roku. Najwyższe stany wody na bułgarskim odcinku rzeki występują w czerwcu.
Pozostałe rzeki Bułgarii są liczne, ale krótkie i raczej niewielkie; bułgarskie dopływy Dunaju dają tylko 4% ogólnej objętości jego wód. Żadna z nich nie jest żeglowna, natomiast górne odcinki wielu z nich stwarzają warunki do budowy elektrowni wodnych. W dolnym biegu często są wykorzystywane do nawadniania gruntów uprawnych. Mała ilość odprowadzanej wody wynika z niewielkiej ilości opadów. Przeciętna ilość opadów w Bułgarii wynosi 630 mm rocznie, ale średnią tę znacznie podwyższają obszary górskie, na których przeciętne opady sięgają 2540 mm rocznie, podczas gdy większość nizin otrzymuje nie więcej niż 500 mm opadów rocznie. Na Nizinie Górnotrackiej często zdarzają się susze. Ujścia największych rzek zlewiska Morza Egejskiego znajdują się poza granicami Bułgarii – w Grecji i Turcji.
Biorąc pod uwagę położenie geograficzne, rzeki Bułgarii można podzielić na cztery grupy:
- rzeki zlewiska Morza Czarnego
  - dopływy Dunaju
  - rzeki pobrzeża czarnomorskiego
- rzeki zlewiska Morza Egejskiego
  - rzeki zachodniej części tego zlewiska (Struma i Mesta)
  - rzeki wschodniej części tego zlewiska (Marica)

Tak też zostały niżej wymienione.
W nazwach rzek zostały przetłumaczone na polski przymiotniki "biały", "czarny" i "mały".

## Rzeki zlewiska Morza Czarnego
| - Morawa Południowa - Niszawa – 218 km - Temsztica - Wisoczica – 71 km (16,7 km w Bułgarii) - Erma – 74 km (26 km w Bułgarii) - Timok – 203 km (15 km w Bułgarii) - Topołowec – 68 km - Wojniszka reka – 60 km - Widboł – 60 km - Arczar – 60 km - Łom – 93 km - Stakewska reka - Czuprenska reka – 25 km - Cibrica – 88 km - Ogosta – 147 km - Skyt – 134 km - Botunja – 69 km - Ribine – 47 km - Byrzija – 35 km - Buczka – 8 km - Iskyr – 368 km (najdłuższa rzeka Bułgarii płynąca w całości w jej granicach) - Władajska reka – 23 km - Błato – 30 km - Mały Iskyr – 85,5 km - Pałakarija – 39,2 km - Biały Iskyr - Czarny Iskyr - Złatna Panega – 50,3 km - Iskrecka reka – 22 km - Jagula - Sełska reka (Żelezniszka reka) - Wit – 189 km - Kamenica – 49 km - Kałnik - Czarny Wit - Biały Wit - Osym – 314 km - Czarny Osym - Kumanica - Biały Osym - Jantra – 285 km - Drjanowska reka - Rosica – 164 km - Łopusznica - Czuparata - Widima - Krapec - Negowanka – 46,3 km - Bochot - Stara reka – 35 km - Dżulunica – 69 km - Weselina - Belica - Drjanowska reka - Rusenski Łom – 197 km - Beli Łom – 142,1 km - Dołapdere (Torłaszki Łom, Chlebarowska reka) – 22,9 km - Kałowska reka – 19 km - Sadinska reka - Mały Łom – 57,1 km - Mandalina - Czarny Łom - Caracar (Krapinec) – 108 km - Sucha reka (Isziklidere) – 126 km - Karamandere - Kanagjoł (Dristra) – 110 km | - Batowa reka – 39 km - Prowadijska reka – 119 km - Kamenica - Kriwa reka – 48 km - Gławnica – 41 km - Dewnja – 27 km - Kamczija – 244,5 km - Golama Kamczija - Wrana – 68 km - Łuda Kamczija – 201 km - Dwojnica - Chadżijska reka - Achełoj - 39,9 km - Ajtoska reka – 32,5 km - Fakijska reka - Sredecka reka - Gospodarewska - Rusokastrenska reka - Ropotamo – 48,5 km - Djawołska reka - Karaagacz - Weleka – 147 km (123 km w Bułgarii) - Rezowska reka – 112 km |

## Rzeki zlewiska Morza Egejskiego
| - Struma – 415 km (290 km w Bułgarii) - Konska reka - Arkata - Swetla - Treklanska reka - Dragowisztica - 63 km - Brankowaczka reka - Błagoewgradska Bistrica - Elesznica - Dżerman - Riłska reka – 51 km - Pirinska Bistrica - 53 km - Stara reka - Lebnica - 50 km - Strumica (Strumesznica) – 114 km (33 km w Bułgarii) - Sandanska Bistrica - 33 km - Sowolanska Bistrica - Mesta – 230 km (126 km w Bułgarii) - Retiże – 18,5 km - Dospat - Iztok - Głazne – 24,6 km - Czerna Mesta – 23,3 km - Biała Mesta | - Marica – 544 km - Łuda reka - Azmak – 21 km - Bjała reka - 37 km - Tundża – 390 km (350 km w Bułgarii) - Ada - Taża - Mygliżka reka – 39 km - Moczurica - 86 km - Kałnica - Popowska reka - Arda – 290 km (241 km w Bułgarii) - Borowica - Czerna reka - Krumowica - 58 km - Małka Arda – 40,8 km - Wyrbica - 98 km - Biserska reka - Charmanlijska reka - Chaskowska reka - Sazlijka - 145 km - Bedeczka - 34 km - Sokołnica - Owczarica - Błatnica - Sjujutlijka - Meczka - Strjama – 110,1 km - Wyrlisztnica - Belesznica - Tatłydere - Stara reka - Bjała reka – 37 km - Czepełarska reka (Asenica, Czaja) – 87 km - Jugowska reka - Suszica - Pjasycznik - Pikła - Wycza – 105 km - Dewinska reka - Kriczim - Stara reka - Łuda Jana – 74 km - Topołnica – 95 km - Czepinska reka (Czepinska Bistrica, Eli dere) – 82,7 km - Jadenica |